# Tamasaburo
Tamasaburo (Künstlername von Kim Liersch; * 3. Januar 1989) ist eine deutsche Comiczeichnerin, Illustratorin und 2D Animatorin. Sie zeichnet unter anderem im Mangastil und arbeitet dabei oft mit mehreren Autoren zusammen. Sie lebt in Deutschland in Wuppertal.
Aktuell läuft ihr neustes Werk Charon 78 bei Altraverse mit bisher 3 Bänden.

## Werke
- Wish's may come true (2006, im Shinkan Special enthalten, gemeinsam mit Roda Makmod)
- Bad, really bad (2006, im zweiten Band von Manga-Mixx enthalten, gemeinsam mit Roda Makmod)
- Fight! (2009, im sechsten Band von Paper Theatre enthalten, gemeinsam mit Roda Makmod)
- Kentaro (2009, 1 Band, bei Carlsen)
- Odessa Twins (2011, bei Carlsen, gemeinsam mit Stefan Brönneke)
- Soul Sanctum (2011 bis 2012, 2 Bände bei EMA, gemeinsam mit René Paulesich)
- Das Liberi-Projekt (2016 bei Carlsen, 3 Bände)
- Charon 78 (2022 bei Altraverse, laufend)